# Сверхимпериализм
Сверхимпериализм (англ. Super Imperialism) — книга американского экономиста Майкла Хадсона, изданная в 1973 году. В книге излагается история становления американского империализма в конце XIX — начале XX века и мировой экспансии доллара, которая, по мнению автора, позволила США сохранять торговый дефицит и вести войны в Юго-Восточной Азии, оплачивая их не за счёт налогов, а за счёт зарубежных инвесторов, скупавших облигации банка США.
Книга была издана в 1973 году и была встречена разгромной критикой со стороны политиков и экономистов. В скором времени после публикации оригинального издания появился перевод на испанский, с некоторым опозданием вышел японский перевод. Книга была переиздана на английском в 2003 году, в 2010 году она была выпущена в Китае. Несмотря на уверенность Хадсона в том, что книга издавалась на русском в 1970-х годах (об этом он упоминает в предисловии к переизданию), на русском языке книга никогда не публиковалась.

## Содержание книги
«Сверхимпериализм» рассказывает о том, как в межвоенный период и короткий период после завершения Второй мировой войны были заложены основы для формирования одной из величайших наций-кредиторов — Соединённых Штатов Америки. Сам термин был не был изобретён Хадсоном: он появился в результате не слишком аккуратного перевода статьи Карла Каутского. Однако Хадсон придал термину новое значение — стадия империализма, на котором основная экономическая инициатива исходит не от частных лиц, а от государства, в частности, Соединённых Штатов Америки. Тем самым учёный противопоставляет эту форму империализма тем, которые были описаны Гобсоном и Лениным.
Книга начинается рассказом о межправительственном долге в межвоенный период, когда Америка выдвинула европейским правительствам требование погасить военные долги. До этого времени предоставление военной помощи союзникам как правило списывалось и не влекло за собой долговых платежей, однако не в этот раз. Чтобы выплатить долг европейские союзники должны были собрать репарации с проигравшей Германии и добавить примерно такую же сумму из собственных золотовалютных запасов. Сделать это было крайне сложно с учётом того, что Америка закрыла свой рынок для европейских товаров и девальвировала валюту с целью сделать свои товары более конкурентоспособными на европейских рынках. В канун Второй мировой войны Германия прекратила выплату репараций, и как следствие выплату долга прекратили союзники. Европейские капиталисты, осознав опасность надвигающейся катастрофы, стали экстренно выводить деньги в американские банки. Выплаты по долгам, девальвация доллара и приток денег из Европы привели к небывалому в истории накоплению золота, которое было активно задействовано в промышленности.
Понимая выгодность момента, американские финансисты и дипломаты ещё в годы Второй мировой войны начали искать способы гарантировать себе стабильную экономику и привилегированные позиции в послевоенном мире, для этого им требовалась полная занятость населения внутри страны и свободные рынки — вне. В декабре 1940 года, для того, чтобы продолжать поставки боеприпасов Великобритании, Казначейство США разработало систему ленд-лиза. Американцы использовали военную зависимость Великобритании для выдачи обещания проводить политику свободной торговли в послевоенный период реконструкции и демонтажа элементов управления на международном рынке капитала. Добиваясь односторонних уступок, американские дипломаты отвергли просьбу британцев оплатить ленд-лиз задним числом. Ими было выдвинуто условие: если должники не смогут погасить долг долларами, то они должны будут передать часть своих активов в собственность США, в первую очередь — запасы нефти и месторождения металлов. Ленд-лиз и последующие экономические переговоры военного времени, таким образом, стали средством для Соединенных Штатов, чтобы получить контроль над большинством производственных фондов Британской империи, её сырьевыми ресурсами. Истощённая долгами и ленд-лизом, Британская империя рухнула, уступив место мирового гегемона США.
В 1944 году на курорте Бреттон-Вудс США инициировали создание трёх многосторонних организаций, через которые она контролировала послевоенную мировую торговлю
и финансы: Международный валютный фонд (МВФ), Всемирный банк и Генеральное соглашение по тарифам и торговле (ГАТТ). Американские дипломаты отстояли себе уникальное право вето в каждой, основываясь на том, что США владеют 72 процентами мировых запасов золота. Основной целью было поддерживать спрос союзников на продукцию США, используя при этом международные кредиты как рычаг, чтобы диктовать инвестиционные правила. Дабы избежать высокой инфляции в странах Европы, США обязались обеспечить заёмщиков валютой, которая будет привязана к золоту и могла бы быть такой же надёжной, как золото. Политика этих экономических институтов была направлена на то, чтобы с одной стороны гарантировать свободную торговлю и привилегированное положение США, в частности не допустить того, чтобы на мировом рынке появилась страна-конкурент, способная потеснить американские товары. С этой целью все кредиты и субсидии выдавались странам третьего мира с тем условием, что будут развиваться аграрно-промышленный комплекс, добыча ресурсов и прочие сферы производства, которые не могли бы составить конкуренции американским продуктам.
Однако в скором времени империалистические войны США поставили существующий баланс силы под угрозу: войны в Юго-Восточной Азии (Корейская, Вьетнамская) превратили страну из мирового кредитора в мирового должника. Именно по этой причине во второй половине 1960-х гг. казначейство по договорённости с банкирами с Уолл-Стрит, помимо прочего являющихся основными акционерами американского «печатного станка» в лице ФРС, приступили к расширению эмиссионной накачки и расширению долговой нагрузки. В результате этого отношение золотых запасов Минфина по отношению к эмитированной наличной денежной массе упало с необходимых в рамках Бреттон-Вудской системы 90-100 % до едва заметных 10 %, что спровоцировало неспособность США исполнять свои обязательства перед иностранными владельцами долларовых резервов и обменивать бумажные доллары на золото. По сути дела, в середине августа 1971 г. во время знаменитой речи Никсона о замораживании обмена золота на доллары США объявили дефолт. США оказались в ситуации, которая за полвека до этого привела к падению Британской империи, однако американские дипломаты нашли выход, не имеющий прецедентов в истории: отменив конвертацию долларов в золото, они объявили о конвертации долларов в долговые расписки американского Казначейства. Другими словами, если страны Европы и Азии не хотели обнаружить у себя массу неликвидной бумаги под названием «доллар США», а они этого явно не хотели, они были вынуждены приобретать долговые расписки Казначейства, поскольку никакого другого применения зелёной бумаге в их карманах не было.

## Реакция и критика
Главные американские таблоиды (Business Week, The Nation, U.S. News & World Report, The Washington Post) и академические журналы встретили книгу гневными рецензиями, в которых не жалели для автора и его работы уничижительных эпитетов. Обозреватели называли работу Хадсона поверхностной и псевдонаучной, перенасыщенной сенсационными, но в то же время ничем не обоснованными идеями.
Американский экономист, специалист в международных отношениях Бенджамин Коэн назвал книгу Хадсона порождением психологической травмы, которую нанесла американцам Вьетнамская война, в результате которой все события на международной арене стали рассматриваться через призму американского империализма.

Произведение Хадсона — это политический памфлет, [очередной] «трактат на века». Лишь немногие из тех, кто ещё всё ещё не понял, что к чему, найдут для себя ответы в этой пересыщенной драматическим повествованием и нашпигованной захватывающими гипотезами работе. Книга интересна в качестве занимательного чтива, но научная значимость у неё практически отсутствует: плохо написанная, плохо аргументированная, с выводами, которые кое-как подтверждены доступным материалом. Радикальные экономисты заслуживают (и имеют) куда более достойных представителей, чем это [произведение].

Свою рецензию на книгу Хадсона американский экономист Рэймонд Микеселл озаглавил «Искажённый взгляд на экономическую историю». С позиций человека, хорошо знакомых с механизмами Бреттон-Вудской системы, Микессел упрекнул Хадсона в том, что там, где в реальной жизни имеет место конфликт интересов, как эгоистических, так и альтруистических, в представлении Хадсона все представители американской элиты солидарны в своём непоколебимом желании поработить мир. «Это поистине удивительно, — с сарказмом отмечал Микеселл, — как образованный человек может увидеть единый сценариях во всех событиях, произошедших в последние 50 лет американской истории». Рецензент отмечал, что ещё пару лет назад эта книга прошла бы мимо внимания читателей полностью незамеченной, но сейчас «неоизоляционисты, которые засели в Конгрессе и наших университетах, смогут найти поддержку в этом псевдоавторитетном издании, которое по сути является грандиозной карикатурой на американскую историю и поклёпом на американских лидеров послевоенной эпохи».
Кеннет Боулдинг в рецензии «Дьявольская теория экономической истории» счёт книгу неадекватной. На его взгляд глобальная технократическая «суперкультура», которая разрушает традиционные культуры — вот что действительно заслуживает пристального внимания учёных. Работа Хадсона же сосредотачивает всё внимание на мнимой проблеме.
Роберт Зевин в своём обзоре для Economic History Review указал, что Сверхимпериализм в представлении Хадсона — это империализм, который проводится не отдельными частными лицами, а государством, однако из всего его повествования невозможно получить ясную картину о причинах роста милитаризма в Америке, о структуре её бюрократического аппарата и т. д. Вместо этого книга описывает действия и решения отдельных дипломатом и сотрудников Министерства финансов США, пересыпая монотонное повествование цитатами «дипломатов, бюрократов, журналистов и просто тех, кто проходил мимо».
Пол Абрахамс выступил в защиту американской внешней политики, указывая на тот факт, что Хадсона не принимает во внимание, какой экономический коллапс ожидал бы страны третьего мира без помощи США. Анонимный обозреватель Choice пришёл к выводу, что книга не заслуживает внимания ни учёных, ни студентов.

## Комментарии
1. ↑  В действительности сам Ленин в книге «Империализм, как высшая стадия капитализма» писал о том, что на стадии империализма происходит сращивание монополистов и государственного аппарата: «„Личная уния“ банков с промышленностью дополняется „личной унией“ тех или других обществ с правительством». Отмечались им и другие формы этого процесса, связанные с широко поставленным подкупом государственных чиновников, парламентских деятелей и тому подобное. В. И. Ленин при этом подчеркивал, что вдохновителями указанных процессов являлись капиталистические монополии, финансовая олигархия, представляющие решающую силу во всех экономических, а следовательно, и политических отношениях при империализме.